# Maximilian von Weichs
Maximilian Maria Joseph Karl Gabriel Lamoral Reichsfreiherr von und zu Weichs an der Glon (Dessau, 12 november 1881 – Bonn, 27 juni 1954) was een Duits generaal-veldmaarschalk tijdens de Tweede Wereldoorlog.
Na het einde van de Eerste Wereldoorlog bleef Von Weichs in de Reichswehr, het leger van de Weimarrepubliek. In de Wehrmacht diende hij tijdens de Tweede Wereldoorlog onder meer in de Poolse Veldtocht en de Slag om Frankrijk. Voor zijn successen in de invasie van Frankrijk werd hij bevorderd tot kolonel-generaal. Daarna vocht Von Weichs nog in de Joegoslavische campagne, Operatie Barbarossa en Fall Blau. Het was Weichs' taak om onder meer Stalingrad in te nemen. Toen Von Weichs zich bij Hitler beklaagde over de oorlogsplannen in het oosten, negeerde deze hem. Toen Weichs voorstelde de Duitse troepen uit Stalingrad terug te trekken, viel hij uit de gratie bij Hitler.
Na de nederlaag in Stalingrad kreeg Von Weichs het bevel over de troepen in de Balkan. Hij werd op rust gesteld op 25 maart 1945 en gearresteerd door Amerikaanse troepen in mei van datzelfde jaar. Tijdens de Processen van Neurenberg werd Von Weichs schuldig bevonden aan oorlogsmisdaden maar niet veroordeeld wegens gezondheidsredenen.

## Militaire loopbaan
- Fahnenjunker: 15 juli 1900[7]
- Leutnant: 12 maart 1902[7]
- Oberleutnant: 3 maart 1911[7]
- Hauptmann: 1914[7]
- Major: 1 februari 1921[7]
- Oberstleutnant: 1 februari 1928[7]
- Oberst: 1 november 1930[7]
- Generalmajor: 1 april 1933[7]
- Generalleutnant: 1 april 1935[7]
- General der Kavallerie: 1 oktober 1936[7]
- Generaloberst: 19 juli 1940[7]
- Generalfeldmarschall: 1 februari 1943[7]

## Decoraties
- Ridderkruis van het IJzeren Kruis op 29 juni 1940 als General der Kavallerie en Opperbevelhebber van het 2e Leger[8][9][10][7]
- Ridderkruis van het IJzeren Kruis met Eikenloof (nr.731) op 5 februari 1945 als Generalfeldmarschall en Opperbevelhebber van de Heeresgruppe F, tegelijkertijd OB Südost (commandant süd-ost)[8][9][10][7]
- IJzeren Kruis 1914, 1e Klasse (12 november 1915)[7] en 2e Klasse (20 september 1914)[7][10]
- Herhalingsgesp bij IJzeren Kruis 1939, 1e Klasse (29 september 1939)[7] en 2e Klasse (18 september 1939)[7][9][10]
- Orde van Militaire Verdienste (Beieren), 4e Klasse met Zwaarden[9][10][7]
- Medaille ter Herinnering aan de 1e Oktober 1938 met gesp „Prager Burg“[9][7]
- Medaille Winterschlacht im Osten 1941/42[9][10][7]
- Dienstonderscheiding van Leger en Marine voor (25 dienstjaren)[9][7]
- Ridderkruis in de Frans Jozef-orde
- Jubileummedaille voor het Beierse Leger, 2e Klasse[7]
- Erekruis voor Frontstrijders in de Wereldoorlog[9] in 1934[7]
- Hij werd zeven maal genoemd in het Wehrmachtsbericht. Dat gebeurde op:
- 11 april 1941[9][7][11]
- 7 augustus 1941[9][7][12]
- 23 september 1941[9][7][13]
- 18 oktober 1941[9][7][14]
- 19 oktober 1941[9][7][14]
- 10 september 1943[9][7][15]
- 19 januari 1944[9][7]

Werner von Blomberg · Hermann Göring · Walther von Brauchitsch · Albert Kesselring · Wilhelm Keitel · Günther von Kluge · Wilhelm Ritter von Leeb · Fedor von Bock · Wilhelm List · Erwin von Witzleben · Walter von Reichenau · Erhard Milch · Hugo Sperrle · Gerd von Rundstedt · Erwin Rommel · Georg von Küchler · Erich von Manstein · Friedrich Paulus · Ewald von Kleist · Maximilian von Weichs · Ernst Busch · Wolfram von Richthofen · Walter Model · Ferdinand Schörner · Robert von Greim · Eduard von Böhm-Ermolli (titulair)
- Bibliothèque nationale de France: cb16704621s (data)
- Gemeinsame Normdatei: 117235202
- International Standard Name Identifier: 0000 0000 1044 735X
- Virtual International Authority File: 64778555
- WorldCat: E39PBJr3qxYcMXcMpxKgGBxhpP